# Actinothuidium
Actinothuidium là một chi rêu trong họ Thuidiaceae.